# Банас, Микайла
Микайла Элизабет Лауринда Банас (англ. Michala Elizabeth Laurinda Banas; род. 14 ноября 1978, Веллингтон, Новая Зеландия) — новозеландская актриса и певица, проживающая в Австралии.

## Биография
Микайла Банас родилась в городе Веллингтон, Новая Зеландия. Её отец сценарист, режиссёр и продюсер Джон Банас (John Banas), мать Лауринда Льюис (Laurinda Lewis). Микайла впервые снялась в коммерческой рекламе, когда ей было всего 18 месяцев, а карьеру в кинематографе начала с 6 лет. В 10 лет вместе с отцом переехала в Австралию в город Сидней. Её австралийский дебют на одной из главных ролей был в телевизионном сериале «Mirror, Mirror» в 1995 году, который режиссировал её отец. Когда ей исполнилось 18 лет, она окончила школу и переехала в Мельбурн, Австралия, где и живёт по сей день.
Широкую известность приобрела благодаря роли в телевизионном сериале «Always Greener» и была номинирована в 2002 году на звание «Most Popular New Female Talent» (рус. Наиболее Популярный и Новый Женский Талант) по версии «Logie».
Микайла так же опытная певица, выступавшая с несколькими группами: «Cosmo» и «Pass the Peas». В 2003 году она выпустила свой пока единственный сингл «Kissin' The Wind», который занял 28 позицию в австралийском чарте «ARIA Singles Chart». Песню написала Шелли Пейкен (Shelly Peiken), работавшая ранее с такими звездами как Кристина Агилера и Селин Дион.
В 2004 году Микайла присоединяется к актёрскому составу в телевизионном сериале «McLeod's Daughters», роль в котором принесла ей ещё большую популярность и за пределами Австралии, благодаря трансляции сериала по всему миру на различных языках такими каналами как «Hallmark».
В 2009 году Микайла участвовала в театральной постановке бродвейского мюзикла «Avenue Q», который проходил в турне по Австралии. И 6 сентября 2010 года была награждена премией «Helpmann Awards» в номинации «Best Female Actor in a Musical» (рус. Лучшая Женская Роль в Мюзикле).

## Фильмография
| Год         | Название                        | Персонаж        |
| ----------- | ------------------------------- | --------------- |
| 2016        | «Потерянные: книга теней» фильм | Фиби Хартли     |
| 2015        | Леди-детектив мисс Фрайни Фишер | Энид            |
| 2013 — 2015 | Потерянные                      | Фиби Хартли     |
| 2011        | Winners & Losers                | Tiffany Turner  |
| 2010        | The Colours of Home             | Karen           |
| 2009        | Avenue Q                        | Kate/Lucy       |
| 2008        | Neighbours                      | Libby Kennedy   |
| 2008        | The Mansion                     | Megan McKean    |
| 2004 — 2008 | McLeod's Daughters              | Kate Manfredi   |
| 2001 — 2003 | Always Greener                  | Marissa Taylor  |
| 2003        | Ned                             | Muffy           |
| 2002        | Scooby-Doo                      | Carol           |
| 2000 — 2001 | Something in the Air            | Angela O'Connor |
| 2001        | The Saddle Club                 | Shoshonna Green |
| 2001        | BeastMaster                     | Loriel          |
| 2000 — 2001 | Round the Twist                 | Ariel           |
| 2000        | The Lost World                  | Renata          |
| 1999        | Murder Call                     | Kylie McDonald  |
| 1999        | Blue Heelers                    | Tara Bruckner   |
| 1998        | Flipper                         | Karen           |
| 1998        | State Coroner                   | Zoe Martin      |
| 1995        | Mirror, Mirror                  | Louisa Iredale  |
| 1985        | Dangerous Orphans               | Anna Hanna      |